# ملابس فارسية
تعتبر الملابس التقليدية عميقة الجذور في ثقافة وتراث إيران. ما يجعل الملابس الإيرانية جميلة وفريدة من نوعها هو حقيقة أنها بمختلف أنواعها وأشكالها لا تزال اللباس السائد في الإيران فضلاً عن الأزياء الفارسية؛ فهي ألبسة أنيقة وغنية بالألوان، مفعمة بالحيوية ومليئة با لتفاصيل مع الكثير من البهرجة والفخامة، ومعبرة عن أشكال وأنماط التنوع الواسع جداً من الوضع الثقافي الاقتصادي والديني في الهضبة الإيرانية.

## في ظل الجمهورية الإسلامية و بهلوي
اختلف زي المرأة الإيرانية باختلاف الأزمان والحكومات ففي عهد رضا بهلوي كانت هناك قيود مفروضة على لباسها فكانت تمنع من ارتداء الحجاب أو غطاء الرأس وبعد الثورة الإسلامية أصبحت المرأة ترتدي الحجاب الإسلامي كالعباءة والجلباب وأنواع الجبة في موضات مختلفة ومتنوعة. إيران هي دولة تحترم القواعد الإسلامية بخصوص اللباس بما في ذلك الحجاب فهو يعتبر رمز لإيران ولكن هذه القواعد لاتراعى بدقة وبالصورة المطلوبة وخاصة من ناحية السياح الأجانب، هذه القواعد بسيطة بحد ذاتها فهي تحظر ارتداء الملابس الضيقة للرجال والسراويل القصيرة، أما بالنسبة للنساء، فيجب تغطية الرأس والشعر وارتداء شيء فضفاض لتغطية الجسم.

## ملابس

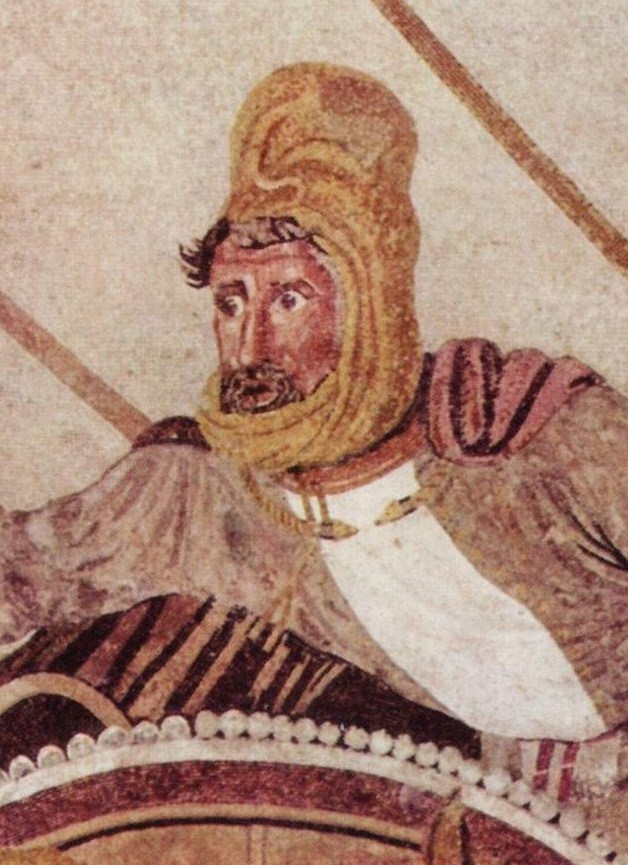
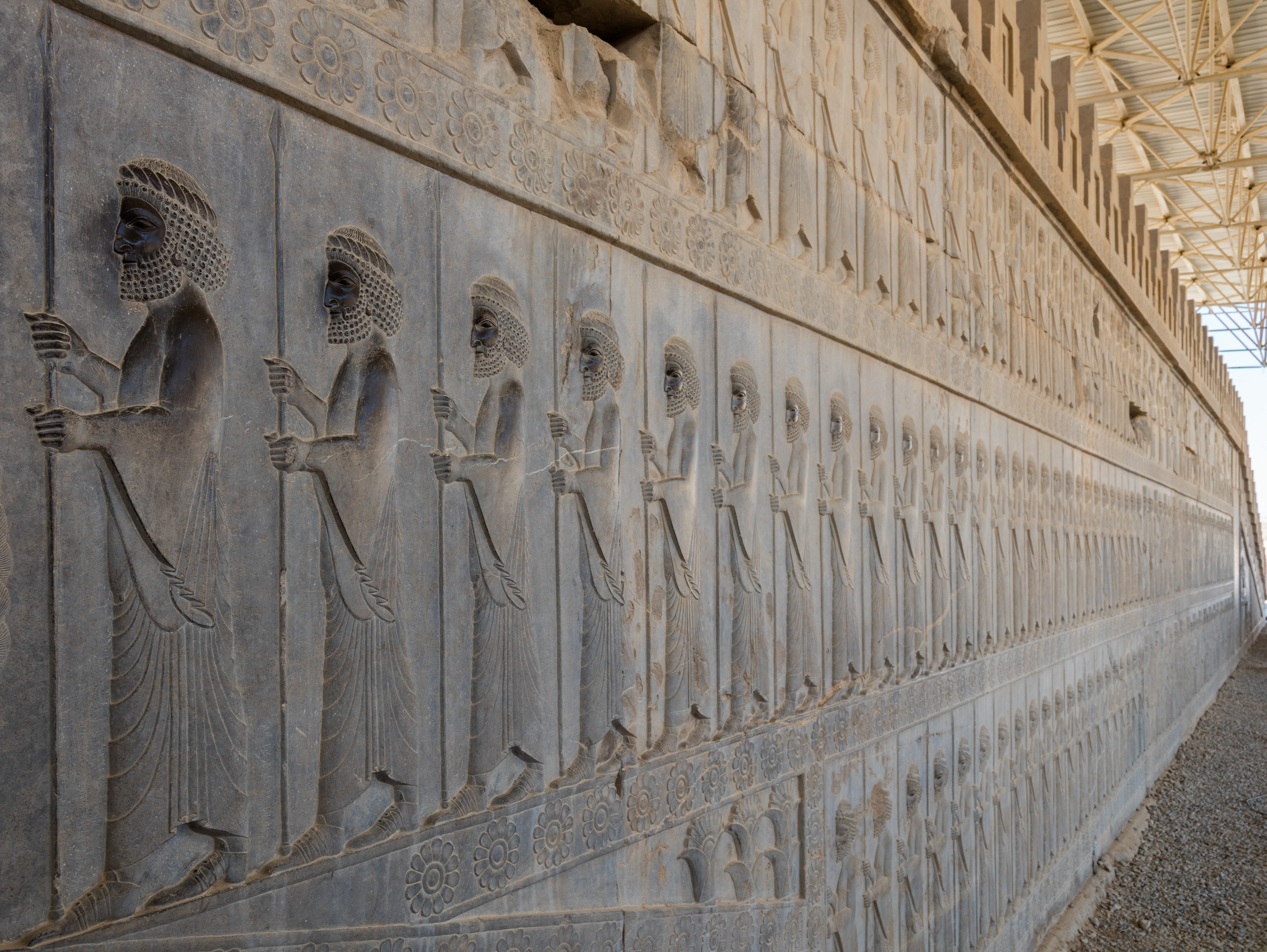
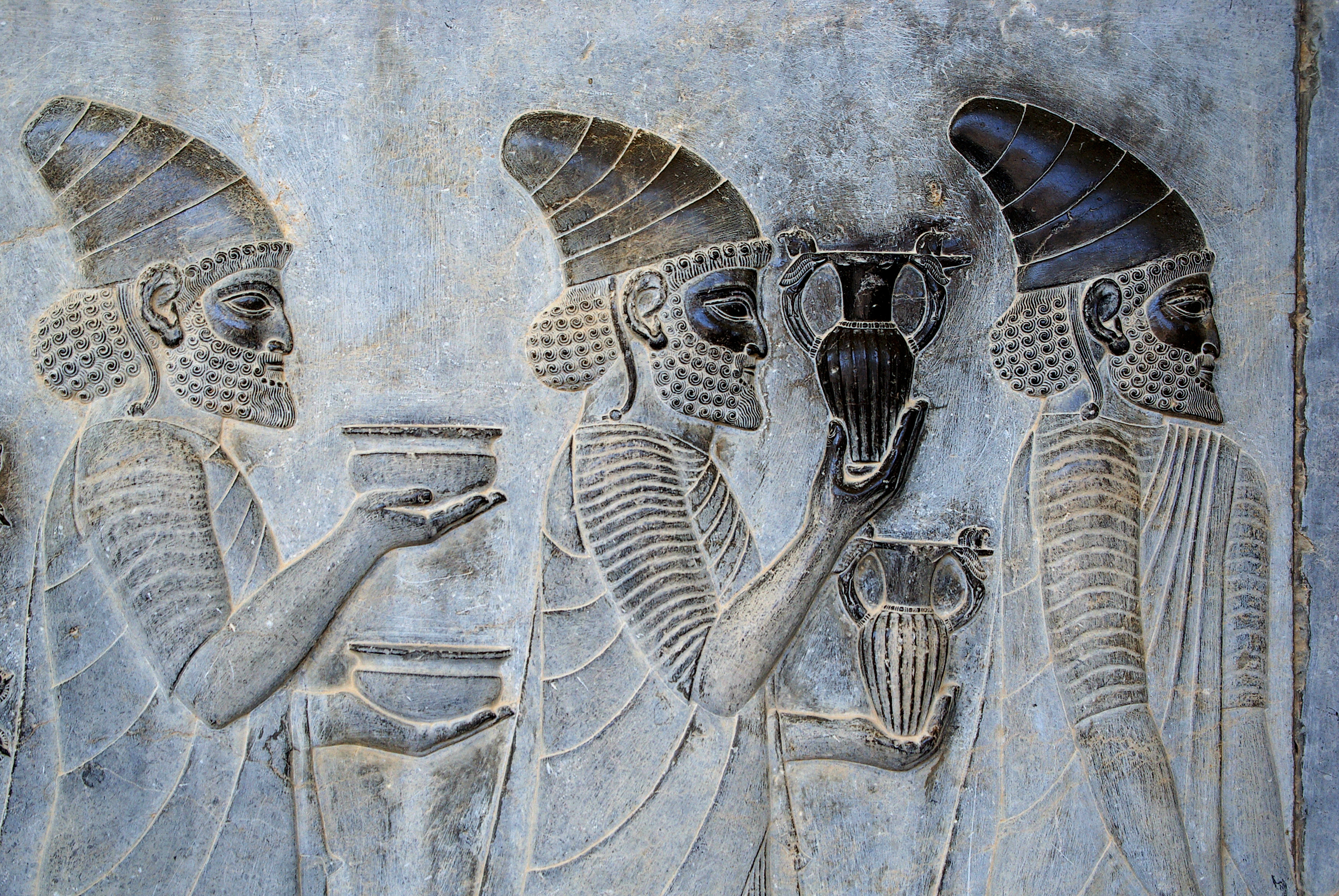
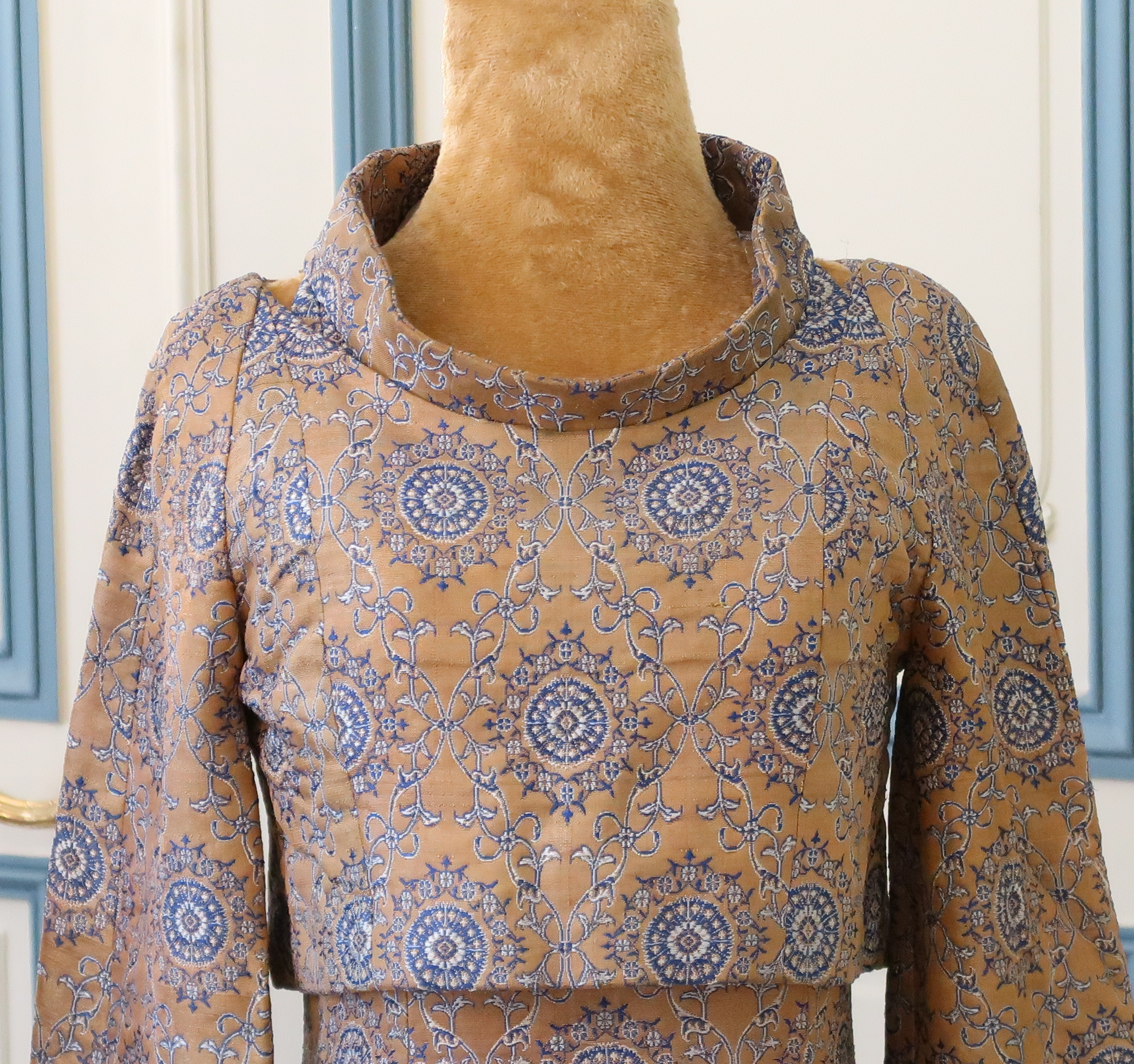
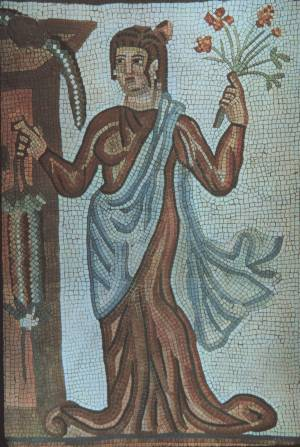
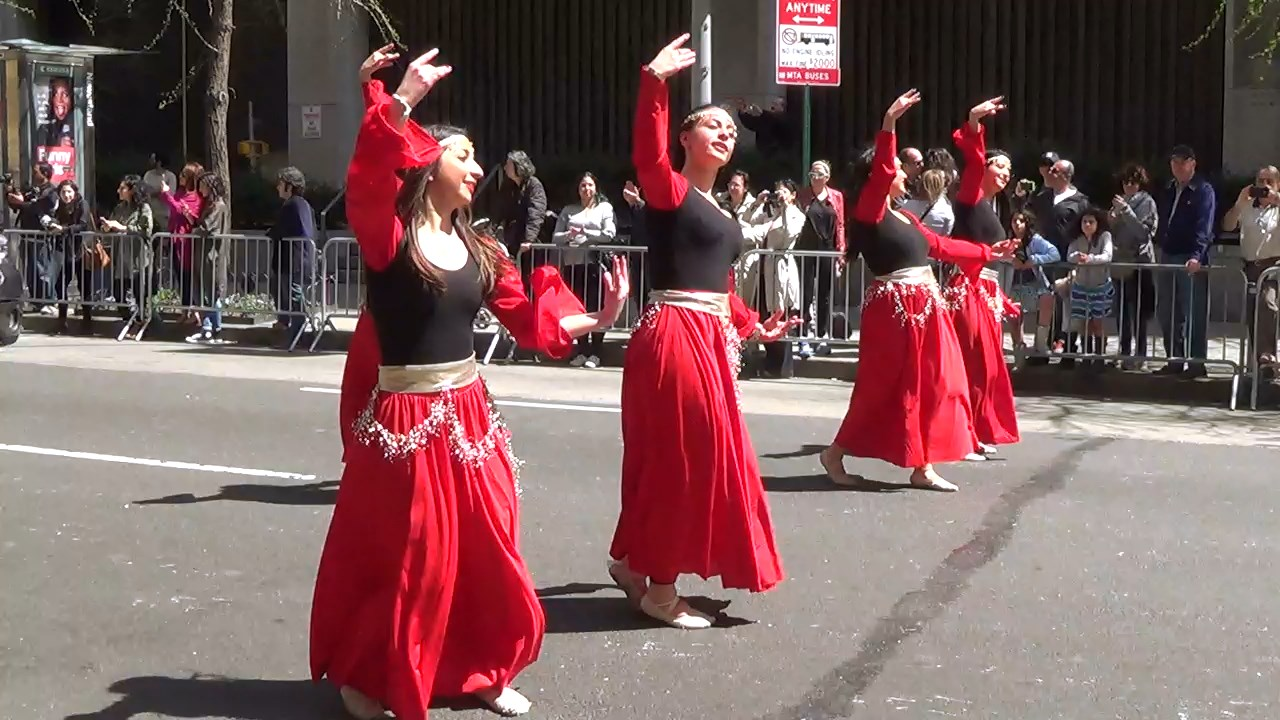